# چاه خشک

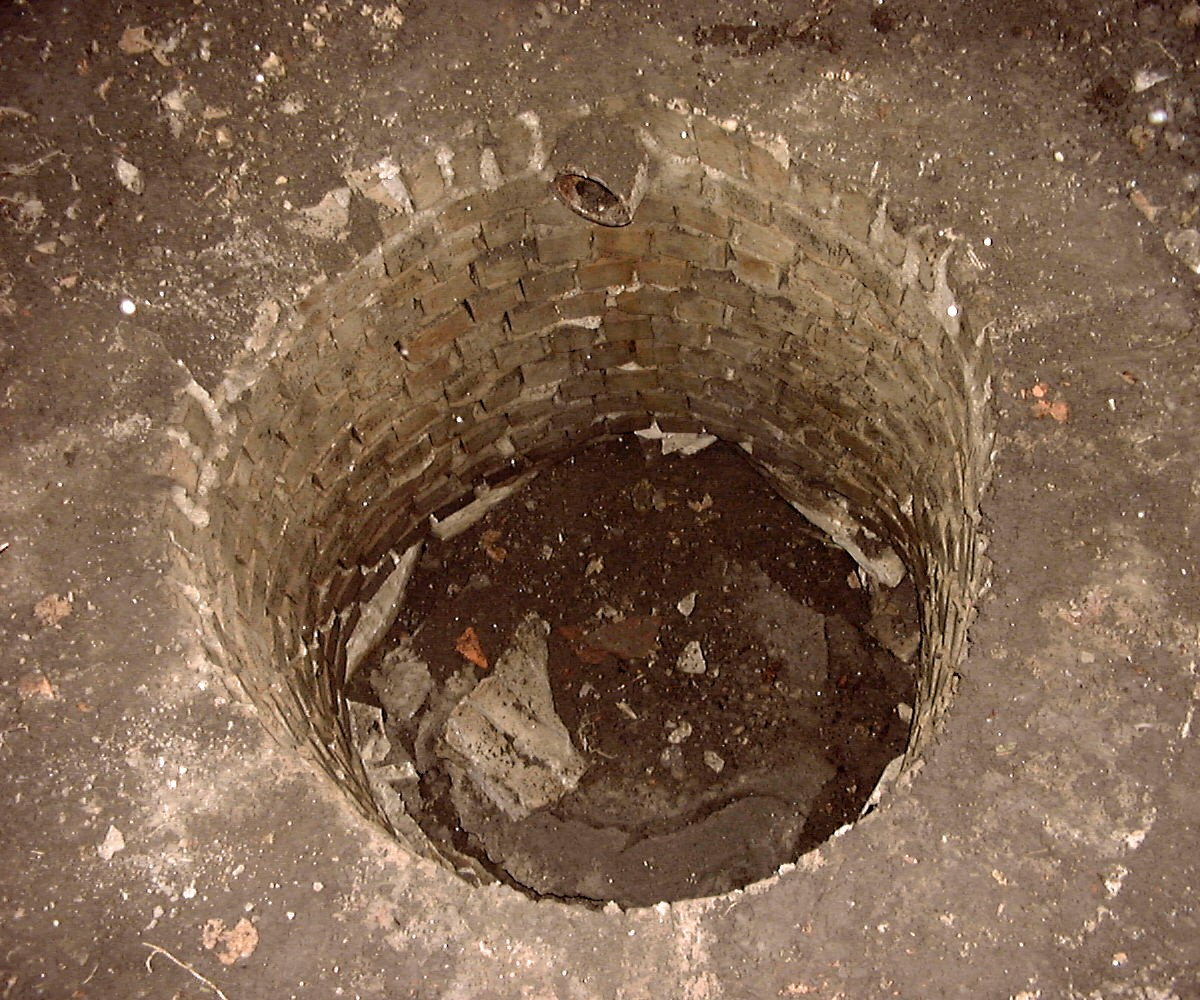
چاه خشک قدیمی

چاه خشک یا چاه جذبی سازه‌ای است که در زیر زمین تشکیل می‌شود و آب‌های ناخواسته مانند آب‌های سطحی و آب‌های سطحی را دفع می‌کند. در این فرایند، آب به داخل زمین نفوذ می‌کند و بیشتر با آب‌های زیرزمینی در منطقه ادغام می‌شود. جریان آب در یک چاه خشک از طریق نیروی جاذبه است. یک چاه خشک معمولاً دارای یک ساختار محفظه‌ای یا یک گودال عمیق پوشیده از شن است. چاه‌های خشک ممکن است از ساختارهای ساده تا پیشرفته‌تر متفاوت باشند.

## طراحی

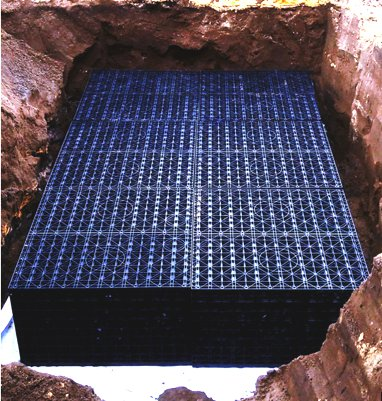
چاه جذبی پلی‌پروپیلن در پرت، استرالیای غربی

هنگام طراحی چاه خشک، الزاماتی وجود دارد. چاه‌های خشک قبل از نصب نیاز به شرایط بهینه دارند؛ در جایی که شرایط توپوگرافی و خاک در حد ایده‌آل نباشد، ممکن است نصب نشوند. چاه‌های خشک معمولاً باید عمقی بین ۳۰ تا ۱۰۰ فوت و عرضی بین ۳ تا ۶ فوت در سطح زمین داشته باشند. برای احتیاط‌های ایمنی، چاه‌های خشک باید در فاصله‌ای دور از خطوط املاک، زیرزمین‌ها و هرگونه فونداسیون قرار گیرند. در صورت نیاز به تعمیر و نگهداری، هیچ گیاه یا سازه دیگری نباید روی چاه خشک قرار گیرد. علاوه بر این، هنگام تمایل به نصب چاه خشک، اکیداً توصیه می‌شود با یک متخصص مشورت کنید.
چاه‌های خشک، گودال‌های حفر شده‌ای هستند که ممکن است با سنگدانه یا هوا پر شوند و اغلب با یک پوشش سوراخ‌دار پوشیده شده‌اند. این پوشش‌ها از محفظه‌های سوراخ‌دار ساخته شده از پلاستیک یا بتن تشکیل شده‌اند و ممکن است با ژئوتکستایل پوشانده شده باشند. آنها ظرفیت نفوذ آب‌های سطحی بالایی را فراهم می‌کنند و در عین حال فضای نسبتاً کمی را اشغال می‌کنند.
یک چاه خشک، آب را از لوله‌های ورودی در بالای خود دریافت می‌کند. می‌توان از آن به عنوان بخشی از شبکه زهکشی آب‌های سطحی، سیستم زهکشی چاه‌های کشاورزی یا در مقیاس‌های کوچک‌تر مانند جمع‌آوری آب‌های سطحی از پشت بام ساختمان‌ها استفاده کرد. این روش همراه با اقدامات پیش تصفیه مانند ایجاد بیوسوال یا محفظه‌های رسوب برای جلوگیری از آلودگی آب‌های زیرزمینی استفاده می‌شود.
عمق چاه خشک به آب اجازه می‌دهد تا از لایه‌های خاک با نفوذپذیری ضعیف مانند رس به لایه‌های نفوذپذیرتر منطقه غیراشباع مانند شن و ماسه نفوذ کند.
چاه‌های خشک ساده از گودالی پر از شن، سنگ‌چین، قلوه‌سنگ یا سایر آوارها تشکیل شده‌اند. چنین گودال‌هایی در برابر فروپاشی مقاومت می‌کنند اما ظرفیت ذخیره‌سازی زیادی ندارند زیرا حجم داخلی آنها عمدتاً توسط سنگ پر شده است. یک چاه خشک پیشرفته‌تر، حجم ذخیره‌سازی داخلی بزرگی را توسط یک محفظه بتنی یا پلاستیکی با دیواره‌ها و کف سوراخ‌دار تعریف می‌کند. این چاه‌های خشک معمولاً به‌طور کامل دفن می‌شوند تا هیچ زمینی را اشغال نکنند. چاه‌های خشک برای زهکشی‌های طوفان پارکینگ معمولاً در زیر همان پارکینگ دفن می‌شوند.
چاه‌های خشک هنگام بررسی نصب، مزایا و معایب خاص خود را دارند. این مزایا و معایب در زیر آمده است.
مزایا: هزینه کم، فضای کم، ساخت و ساز سریع.
معایب: نگهداری آن در صورت گرفتگی دشوار است، نمی‌توان آن را برای استخراج آب‌های زیرزمینی پمپ کرد، به خاک نفوذپذیر وابسته است که امکان نفوذ آب‌های سطحی را فراهم می‌کند.

## مفاهیم مرتبط
می‌توان یک چاهک در زیرزمین به صورت چاهک خشک ساخت که به پمپ چاهک اجازه می‌دهد کمتر کار کند (فقط گاهی اوقات تقاضای اوج مصرف را مدیریت کند). همچنین ممکن است یک خط تخلیه برای کمک به تخلیه آبی که توسط پمپ چاهک به بیرون از زیرزمین رانده شده و از فونداسیون دورتر می‌شود، قرار داده شود. یک زهکش فرانسوی می‌تواند شبیه یک چاه خشک افقی باشد که پوشیده نیست. یک گودال روباز بزرگتر یا گودال مصنوعی که آب‌های سطحی را دریافت کرده و آن را در زمین پخش می‌کند، حوضچه نفوذ یا حوضچه تغذیه نامیده می‌شود. در مکان‌هایی که مقدار آبی که باید پراکنده شود زیاد نیست، می‌توان از باغ بارانی استفاده کرد.
گودال سرپوشیده‌ای که بخش آب فاضلاب را با همان اصل چاه خشک دفع می‌کند، چاه فاضلاب نامیده می‌شود. یک میدان تخلیه سپتیک بر اساس همان اصل تخلیه آهسته/مساحت زیاد مانند یک حوضچه نفوذ عمل می‌کند.